# Бэнкс, Гордон
Го́рдон Бэнкс (англ. Gordon Banks; 30 декабря 1937, Шеффилд, Йоркшир — 12 февраля 2019, Сток-он-Трент, Западный Мидленд) — английский футболист, вратарь. Чемпион мира 1966 года. Также принимал участие в чемпионатах мира 1962 и 1970 годов. Согласно референдуму Международной федерации истории и статистики футбола IFFHS, проведённому среди мировых футбольных экспертов, он занял второе место в списке сильнейших вратарей XX века после Льва Яшина.

## Биография
Гордон — выходец из простой рабочей семьи, проживавшей в Тамуэрте, городке в графстве Стаффордшир к северу от Бирмингема. Учась в школе, он попал в подмастерья в сталелитейный цех. Дебют на позиции вратаря состоялся в 15 лет. Первой его командой стал «Миллспаут», представляющий Шеффилдский сталезавод. Через год он поднялся на ступень выше перейдя в «Роумарш Велфэр». Это был также рабочий клуб, но он выступал в региональной (Йоркширской) любительской лиге. Из «Роумарша» его быстро выгнали: в первых двух матчах он пропустил 15 мячей.
В 1955 году его пригласили в «Честерфилд», клуб третьего дивизиона Англии. Через год к нему пришёл первый серьёзный успех: защищая ворота молодёжной команды «Честерфилда», он стал финалистом Кубка Англии в этой категории. Ему платили два фунта в неделю.
В 18 лет Бэнкс был призван в армию, служба проходила в Германии. Там он познакомился с девушкой Урсулой, которая стала его женой.
В мае 1959 года его за 7 тысяч фунтов приобрёл «Лестер Сити», выступавший в элитном дивизионе. К лету 1962 года Бэнкс уже входил в тройку сильнейших вратарей Туманного Альбиона.
В апреле 1967 года Бэнкс перешёл в «Сток Сити». Пост стража ворот в «Лестере» перешёл от Бэнкса к Питеру Шилтону. Также двух самых выдающихся вратарей Англии всех времен роднит то, что Шилтон в 1975 году перешёл из «Лестера» в «Сток Сити», а после ухода Бэнкса из сборной Англии его сменил Шилтон. Таким образом, Шилтону трижды довелось стать преемником Бэнкса.

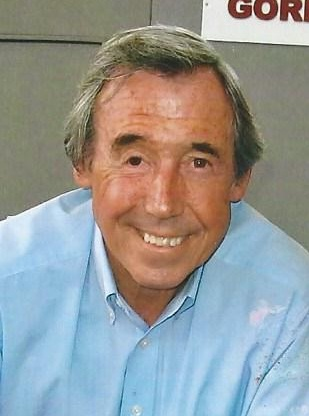
Бэнкс в 2007 году

В 34 года потерял правый глаз в автокатастрофе 22 октября 1972. Ведя машину в пяти милях от своего дома в Эшли Хит, попал в автомобильную аварию с грузовиком, виновником которой и был признан. «Я задумался о сыгранном накануне матче с „Ливерпулем“, о том, сообщит ли судья Роджер Килпатрик в дисциплинарную комиссию об инциденте, который между нами произошел», «Я помню, как закричал от страха и боли. Потом был провал, а первое, что я почувствовал, когда очнулся, был запах и вкус крови. Моей крови». Хирурги наложили на него 108 швов. Бэнксу пришлось удалить правый глаз. В нём застрял осколок лобового стекла.
После операции Бэнкса стали сравнивать с адмиралом Горацио Нельсоном, который разбил французский флот, будучи одноглазым. Новое прозвище сменило старое — Фернандель. Ещё в юности друзья называли его так, находя в его облике много общего с известным французским комиком.
В 1977 году Бэнксу предложили поиграть в США в клубе «Форт-Лодердейл Страйкерс». В первый же год он был признан лучшим вратарём Североамериканской футбольной лиги. Однако жизнь в США не пришлась по душе Бэнксу.
В 1978 году Бэнкс возвратился в Англию из США. До конца 1979 года тренировал «Порт Вейл», в январе 1980 года был назначен генеральным менеджером клуба «Телфорд Юнайтед». В 1982 году на короткое время вернулся в «Сток Сити» — был тренером вратарей.
До конца своей жизни Гордон Бэнкс жил в городке Мэйдли (графство Чешир).

## Личная жизнь
Жену Бэнкса звали Урсула. У них было трое детей: Роберт (род. 1958), Уэнди (род. 1963) и Джулия (род. 1969). Друзья футболиста описывали его как «очень спокойного, добродушного человека». Бэнкс с удовлетворением воспринял итоги референдума МФИСФ (2-е место среди вратарей XX века), согласившись, что «Яшин был лучше».

## Сборная
Первый матч в сборной провёл 6 апреля 1963 года с Шотландией. Он сразу же вытеснил из состава Рона Спрингетта. Чемпионат мира 1966 года на родине стал его звёздным часом. К золотой медали Гордон присовокупил звание лучшего вратаря турнира и рекорд по продолжительности «сухой» серии (441 минута). Первый мяч он пропустил только в полуфинале с Португалией — от Эйсебио, да и то с пенальти. Он отобрал рекорд у легендарного бразильца Жильмара (установленный на чемпионате мира 1958 года) и держал 12 лет, пока не уступил его Зеппу Майеру. Последний матч в сборной провёл 27 мая 1972 года с Шотландией.

## Достижения

### Командные достижения
Сборная Англии
- Чемпион мира: 1966
- Бронзовый призёр чемпионата Европы: 1968
- Победитель Домашнего чемпионата Великобритании (8): 1963/64*, 1964/65, 1965/66, 1967/68, 1968/69, 1969/70*, 1970/71, 1971/72* (* — разделённые победы)

«Лестер Сити»
- Обладатель Кубка Футбольной лиги 1964[англ.]
- Финалист Кубка Англии: 1961, 1963
- Финалист Кубка Футбольной лиги: 1965

«Сток Сити»
- Обладатель Кубка Футбольной лиги: 1972

### Личные достижения
- 2-й вратарь мира в XX веке по версии IFFHS.
- 2-й вратарь мира в истории по версии France Football[6].
- Футболист года по версии Ассоциации футбольных журналистов: 1972
- В марте 2004 года был назван Пеле в списке «ФИФА 100».
- Рекорд 1966 года — семь матчей сборной «на ноль» подряд — он сохраняет до сих пор: никто из его коллег за всю историю сборной Англии не держал ворота на замке так долго.
- Сэйв Бэнкса после удара Пеле на чемпионате мира 1970 считается самым выдающимся не только в истории чемпионатов мира, но и во всей мировой футбольной истории.
- В 1970 году правительство решило воздать ему по заслугам, возведя Бэнкса в ранг офицера Британской империи. Это вторая ступень в иерархии ордена Британской империи, а всего ступеней пять.
- В 40 лет с одним глазом он был назван лучшим игроком NASL.

Матчи:
- Всего в высшем дивизионе (Англия, США): 526 (-788)
- В Кубке Англии: 29 (-31)
- В Еврокубках: 5 (-6)